# Красний Пахар (Новосибірська область)
Красний Пахар (рос. Красный Пахарь) — селище у Барабінському районі Новосибірської області Російської Федерації.
Входить до складу муніципального утворення Шубінська сільрада. Населення становить 117 осіб (2010).

## Історія
Згідно із законом від 2 червня 2004 року органом місцевого самоврядування є Шубінська сільрада.

## Населення
| 2002 | 2007 | 2010 |
| ---- | ---- | ---- |
| 145  | ↘130 | ↘117 |